# Gortz
Gortz ist ein Ortsteil der Gemeinde Beetzseeheide im Landkreis Potsdam-Mittelmark im Land Brandenburg und Teil des Amtes Beetzsee. 2002 schlossen sich Gortz, Butzow und Ketzür zur Gemeinde Beetzseeheide zusammen. Nordwestlich des Dorfes liegt das vertorfte Feuchtgebiet Gortzer Laake, südwestlich die Todtlaake. Beide bildeten sich in einer eiszeitlichen Schmelzwasserrinne. In der Todtlaake existieren mehrere sogenannte Binnensalzstellen, sodass sie von typischen Salzwiesen geprägt ist.

## Geschichte
In der Gemarkung Gortz am Ufer unterhalb des Flachsbergs bestand eine slawische Siedlung. Gortz wurde erstmals im Jahr 1313 erwähnt, als in einer Urkunde von einem „Borgardo plebano in Gardyz“ die Rede war. Eine zweite Erwähnung stammt aus dem Jahr 1334 als „villam Garditz“.
1371 hatte „im Dorfe Garze“ ein Tile Selchow dem Altar Sankt Antonii in der Sankt-Gotthardtkirche in der Altstadt Brandenburg die Erträge mehrerer Höfe im Dorf überlassen. Vier Jahre später wurde im Landbuch Karls IV. „Garz“ einem Claus Hennicke, der die Obergerichtsbarkeit innehatte und vom Markgrafen belehnt war, zugeschrieben. Das Dorf soll 34 Hufen gehabt haben, von denen zwei im Besitz des Pfarrers und fünf im Besitz Claus Hennickes waren. Die übrigen waren wie die Fischerei verpachtet. Es gab 14 Kossäten und einen Krüger im Ort. Das Landbuch nennt einen Weingarten, der jährlich ein Talent, etwa 150 Kilogramm abzugeben hat. Vor 1450 hatte Claus Ruck das Dorf Gortz an die Brösikes abgetreten. Claus von Brösike besaß in Gortz einen Hof mit fünf Hufen, der bis 1480 um weitere drei vergrößert wurde, sodass das Rittergut ebenfalls acht Hufen groß war. Der erste dokumentierte Großbrand war im Jahr 1480 in Gortz. Dabei wurden mehrere Bauernhöfe mit insgesamt zwölf Hufen zerstört. Die Gortzer Kirche war im 16. Jahrhundert Filialkirche Ketzürs. Im Dreißigjährigen Krieg (1618 bis 1648) wurde das Dorf zerstört. Gortz wurde etwas abseits des Beetzsees, nördlich des Flachsbergs wieder errichtet. Infolge eines Erbvergleichs 1674 wurde Ende des 17. Jahrhunderts das Rittergut Gortz, zu dem auch Besitzungen und Rechte außerhalb des Ortes gehörten, geteilt. Der kleinere Teil blieb bei der Familie von Brösegke, der größere ging an Joachim von der Hagen. 1691 erhielt Joachim von der Hagen den Lehnsbrief von Kurfürst Friedrich III., dem späteren König Friedrich I.
In der Gegend entlang der Havel und den mit ihr verbundenen Seen gab es zu Beginn und im Verlauf des 19. Jahrhunderts und mit der beginnenden und voranschreitenden Industrialisierung in Preußen einen wirtschaftlichen Aufschwung. Aufgrund reicher Tonvorkommen in der Gegend und der Nähe des Sees wurde unter anderem bei Gortz eine Ziegelei errichtet. Die Havel ermöglichte den Transport in die Industriezentren. Die gebrannten Klinker wurden vor Ort auf Lastkähne verladen und mit dem Schiff in die Städte Brandenburg, Potsdam und Berlin transportiert. Eine Schiffsladung bestand üblicherweise aus etwa 40.000 bis 50.000 Ziegelsteinen. Die Klinkerproduktion wurde teilweise noch bis zur Mitte des 20. Jahrhunderts aufrechterhalten. Dann erschöpften sich die Tonvorkommen und modernere Werkstoffe wurden eingesetzt.
Im Ersten Weltkrieg fielen aus der Gemeinde Gortz 14 Einwohner. Der Ort hatte 1933 306 Bewohner. Diese Zahl stieg bis 1939 auf 314. Auf dem Friedhof Gortz wurden 23 Ende April und Anfang Mai 1945 gefallene deutsche Soldaten beerdigt. Im Zuge der Bodenreform in der Sowjetischen Besatzungszone 1947 und 1948 wurden um Gortz ein Rittergut mit 312 und ein Hof mit 128 Hektar unter der landlosen und landarmen Bevölkerung aufgeteilt.

## Sehenswürdigkeiten
Sehenswert ist die Dorfkirche Gortz mit gotischem Kirchenschiff und barockem Turm. Neben dieser steht ein reich verziertes Bauernhaus in der Dorfstraße 12 unter Denkmalschutz.